# Baixo-barítono
Um baixo-barítono é uma alta voz grave ou uma voz baixa de barítono que compartilha certas qualidades com a verdadeira voz de barítono. O termo surgiu no final do século XIX para descrever o tipo específico de voz necessário para cantar três wagnerianos papéis: o holandês em Der fliegende Holländer, Wotan em Die Walküre no ciclo do anel e Hans Sachs em Die Meistersinger von Nürnberg. Wagner rotulou esses papéis como Hoher Bass ("alto baixo").
A voz de baixo-barítono é distinguida por dois atributos: Primeiro, ele deve ser capaz de cantar confortavelmente em uma  tessitura baritonal. Em segundo lugar, no entanto, precisa de ter o menor intervalo ressonante tipicamente associado com a voz de baixo. Por exemplo, o papel de Wotan em Die Walküre abrange o intervalo de F2 (fá na parte inferior da clave de fá) para fá sustenido 4 (fá sustenido acima do dó central), mas só raramente desce além de C3 (o dó abaixo do dó central).
Baixo-barítono são tipicamente divididos em duas categorias distintas: Baixo-Barítono Lírico e Baixo-Barítono Dramático.
Baixo-barítonos não deve ser confundido com seu primo o vocal chamado barítono Verdi. Este tipo de voz de barítono italiano tem um tom de cor mais brilhante e canta em uma tessitura ligeiramente superior ao possuído pelo baixo-barítono. Além das óperas de Giuseppe Verdi, o seu ambiente natural pode ser encontrado na música operística composta depois de 1830 por Gaetano Donizetti, Amilcare Ponchielli, Jules Massenet, Puccini e os verismo compositores.
O termo baixo-barítono é mais ou menos sinônimo com a classificação vocal basso cantante italiano; por exemplo, no repertório verdiano, Philip II em Don Carlos é muitas vezes tomado por um baixo-barítono, enquanto Ferrando em Il Trovatore é cantado por um verdadeiro baixo, embora as duas gamas de papéis são muito semelhantes. Grande parte do oratório repertório , a partir de O Messias e Elijah de Felix Mendelssohn, é mais adequado para um baixo-barítono com a capacidade de combinar um tom rico, escuro com uma linha cantabile suave, com alta altitude. Muitos dos papéis de barítono clássicos de Mozart, como Don Giovanni, Figaro e Guglielm foram composto antes do termo "barítono" ganhar moda e normalmente são jogados hoje em dia por um baixo-barítono. 
Em suma: o baixo-barítono é uma voz que tem as notas baixas de ressonância do baixo típico aliada com a habilidade de cantar em uma tessitura baritonal. Popularmente, refere-se a uma voz com uma gama e o tom em algum lugar entre um baixo e um barítono.
Intervalo necessário de o baixo-barítono pode variar enormemente baseado no papel, com alguns menos exigentes do que outros. Muitos baixo-barítonos se aventuraram no repertório de barítono, incluindo (entre outros) Leopold Demuth, George Baklanov, Rudolf Bockelmann, George London, James Morris e Bryn Terfel.

## Repertório
Os seguintes papéis de ópera são realizados por baixo-barítonos:
- Don Pizarro, Fidelio por Ludwig van Beethoven
- Golaud, Pelléas et Mélisande de Claude Debussy
- Olin Blitch, Susannah por Carlisle Floyd
- Mefistófeles, Fausto de Charles Gounod
- Leporello, Don Giovanni de Wolfgang Amadeus Mozart
- Don Alfonso, Così fan tutte por Wolfgang Amadeus Mozart
- Figaro, As Bodas de Fígaro de Wolfgang Amadeus Mozart

Outras obras para baixo-barítono:
- Roméo et Juliette por Hector Berlioz
- Symphony No.15 por Rued Langgaard
- Cantabile, suíte sinfônica por Frederik Magle
- Songs and Dances of Death de Modest Mussorgsky
- Gurre-Lieder por Arnold Schoenberg

Pápeis baixo-barítono de Gilbert e Sullivan:
- Trial By Jury: Usher
- The Sorcerer: Sir Marmaduke Pointdextre
- HMS Pinafore: Dick Deadeye
- The Pirates of Penzance: O Rei dos Piratas
- Pacience: Coronel Calverley
- Princess Ida:  Rei Hildebrand
- The Mikado: The Mikado do Japão
- Ruddigore: Sir Roderic Murgatroyd
- The Yeomen of the Guard : Sargento Meryll
- The Gondoliers: Don Alhambra del Bolero

## Proeminentes baixos-barítonos da ópera
- Theo Adam
- Walter Berry
- Michael Bohnen
- Ildebrando D'Arcangelo
- Michael Devlin
- Justino Díaz
- Mark S. Doss
- Hector Dufranne
- Simon Estes
- Greer Grimsley
- Hans Hotter
- George London
- Vanni Marcoux
- James Morris (bass-baritone)
- Andre Pernet
- Thomas Quasthoff
- Ruggero Raimondi
- Samuel Ramey
- Friedrich Schorr
- Erwin Schrott
- John Shirley-Quirk
- Bryn Terfel
- Norman Treigle
- José van Dam
- Christian Van Horn
- Anton van Rooy
- Willard White
- Clarence Whitehill